# Zeche Hugo Haniel
Die Zeche Hugo Haniel war ein Steinkohlenbergwerk in Oberhausen-Holten. Das Bergwerk wurde nach dem Grubenvorstandsvorsitzenden Hugo Haniel benannt und war über 25 Jahre in Betrieb.

## Geschichte

### Planung
In der ersten Hälfte der 1890er Jahre beschlossen Vorstand und Aufsichtsrat der Gutehoffnungshütte (GHH), ein neues Bergwerk zu errichten. Das Bergwerk sollte auf dem eigenen Grundstück in der Gemarkung Waldteich entstehen. Für diesen Zweck plante man, einen Schacht im Senkschachtverfahren abzuteufen. Außerdem wurden für die erforderlichen Maschinen Gebäude für zwei Fördermaschinen und einen Kompressor sowie ein Kesselhaus, eine Aufbereitungsanlage mit anhängender Sieberei, eine Kauen und Bürogebäude vorgesehen.

### Die Errichtung des Bergwerks
Im Jahre 1895 wurde im Feld der Oberhausen der GHH mit dem Abteufen eines Schachtes begonnen. Der erste Spatenstich wurde am 2. Februar desselben Jahres vom Sohn Hugo Haniels, Franz Haniel d. Jüngere, getätigt. Dieser, im westlichen Feldesteil des Feldes Oberhausen gelegene Schacht, wurde zunächst als Schacht Sterkrade bezeichnet, wurde aber noch im selben Jahr umbenannt in Schacht Hugo. Der Schacht wurde im Senkschachtverfahren mit einem Durchmesser von 7,5 Metern erstellt. Trotz starker Wasserzuflüsse erreichte man mit dem gemauerten Senkschacht eine Teufe von 24 Metern. Aufgrund einer starken Tonschicht gerieten die Abteufarbeiten bei dieser Teufe ins Stocken. Deshalb entschied man, die weiteren Arbeiten mittels einer Tübbingsäule durchzuführen. Die Tübbingsäule hatte einen Durchmesser von 6,72 Metern und wurde von Übertage in den Schacht eingeführt. Bei den Teufarbeiten wurde die Tübbingsäule weiter mit nach unten geführt. Im Jahr 1896 kam es in einer Teufe von 80 Metern zu Wasserzuflüssen. Aus diesem Grund wurden die weiteren Arbeiten gestundet. Im nächsten Jahr wurden die Teufarbeiten weiter durchgeführt. In den nachfolgenden Monaten erreichte der Schacht eine Teufe von 173 Metern. Am 6. August des Jahres 1898 kam es im Schacht zu einem Schwimmsandeinbruch. Bei diesem Ereignis ging der Schacht bei einer Teufe von 175 Metern zu Bruch und musste aufgegeben werden. Im Jahr 1899 wurde in einer Teufe von 70 Metern ein Betonpfropfen eingebracht. Über dem Schacht wurde ein Wasserturm errichtet, dessen Hochbehälter an die Wasserleitung der Hütte angeschlossen wurde. Im Jahr 1900 wurde eine zweite Tübbingsäule eingehängt und das anfallende Wasser wurde abgepumpt. In einer Teufe von 20 Metern wurde im Schacht ein Wasserbecken erstellt, in dem die anfallenden Wässer gesammelt wurden und von drei Pumpen in den Hochbehälter gepumpt wurden. 130 Meter neben dem Schacht wurde ein neuer Schacht angesetzt. Im Jahr 1902 erreichte dieser Schacht bei einer Teufe von 330 Metern das Karbon. Im Jahr 1903 wurde bei einer Teufe von 359 Metern (- 320 m NN) die 1. Sohle nach Süden angesetzt. Außerdem wurde in diesem Jahr ein Durchschlag zur Zeche Sterkrade erstellt. Im Jahr darauf wurde bei einer Teufe von 385 Metern (- 345 m NN) die 2. Sohle nach Norden angesetzt.
Parallel zu den Teufarbeiten wurden die Tagesanlagen erstellt. Die Tagesanlagen waren ähnlich aufgebaut wie die Tagesanlagen der Zeche Sterkrade. Es wurde eine Haupt- und eine Nebenfördermaschine installiert. Für die Wasserhaltung wurden eine Verbund-Dampfpumpe, eine elektrisch betriebene Plungerpumpe und eine elektrisch betriebene Turbopumpe installiert. Die Verbund-Dampfpumpe konnte pro Minute einen Kubikmeter Wasser abpumpen, die Plungerpumpe konnte fünf Kubikmeter abpumpen und die Turbopumpe sechs Kubikmeter Wasser pro Minute. Für die Drucklufterzeugung wurde ein Kompressor mit einer Leistung von 5700 Kubikmeter Druckluft pro Stunde installiert. Für die Bewetterung diente ein Grubenlüfter, der pro Minute 5000 Kubikmeter Abwetter absaugen konnte. Die elektrische Versorgung erfolgte vom Kraftwerk der Zeche Sterkrade.

### Der Betrieb des Bergwerks
Im Jahr 1904 wurde mit der Förderung begonnen. Ferner wurde im selben Jahr eine Kokerei auf Schacht Hugo errichtet. Die ersten abgebauten Kohlen waren nicht für die Kokserzeugung geeignet, da es sich um Gasflammkohlen handelte. Im Jahr 1905 wurde bei einer Teufe von 465 Metern (- 425 m NN) die 3. Sohle angesetzt. Im selben Jahr wurde auf der 2. Sohle ein Durchschlag mit der Zeche Sterkrade erstellt. Durch diesen Durchschlag war die Zeche Hugo mit der Zeche Sterkrade wettertechnisch verbunden. Da auch die Energieversorgung und die Wasserhaltung beider Zechen gemeinsam erfolgte, bildeten nun beide Zechen einen Verbund. Auch hatten beide Zechen einen gemeinsamen Betriebsführer, somit betrachtete die Bergbehörde beide Zechen als eine Einheit. Aus diesem Grund war das Abteufen eines zweiten Schachtes für die Zeche Hugo nicht erforderlich. Im Jahr 1909 wurde auf der 3. Sohle ein weiterer Durchschlag mit der Zeche Sterkrade erstellt. Im Jahr 1910 wurde die Wetterführung so eingestellt, dass die Abwetter über den Schacht Sterkrade 2 abgeführt wurden. Im Jahr 1913 wurde begonnen, den Schacht tiefer zu teufen. Im Jahr 1914 wurden die Abteufarbeiten eingestellt. Grund für diese Unterbrechung war der Ausbruch des Ersten Weltkrieges. Zu diesem Zeitpunkt hatte der Schacht eine Teufe von 625 Metern. Im Jahr 1918 wurde begonnen, ab der 3. Sohle ein Gesenk abzuteufen. Im Jahr 1919 wurde im Gesenk bei einer Teufe von 618 Metern (- 578 m NN) die 4. Sohle angesetzt. Im darauffolgenden Jahr wurde Schacht Hugo bis zur 4. Sohle tiefer geteuft. Im Jahr 1929 kamen aufgrund von matten Wettern drei Bergleute ums Leben.

### Die letzten Jahre bis zur Stilllegung
Im Rahmen der Maßnahmen zur Förderkonzentration der Schachtanlagen der Gutehoffnungshütte wurde beschlossen, die Zeche Hugo für die Förderung stillzulegen. Am 1. April des Jahres 1931 wurde dies bei der Zeche Hugo umgesetzt und das Baufeld der Zeche Sterkrade zugeteilt. Auch die Kokerei wurde stillgelegt, nur der Schacht Hugo wurde von der Zeche Sterkrade weiter als Wetterschacht genutzt. Die Tagesanlagen der Zeche Hugo wurden weitestgehend abgebrochen. Im Jahr 1949 wurde der Schacht aus der Zeche Osterfeld ausgegliedert und in Hugo Haniel umbenannt. Grund für diese Umbenennung war die Vermeidung von möglichen Verwechselungen mit der Zeche Hugo in Gelsenkirchen. In dem Baufeld wurden außer Erhaltungsarbeiten keine anderen Tätigkeiten durchgeführt. Im Jahr 1955 wurde begonnen, den Schacht Hugo Haniel tiefer zu teufen. Im Jahr 1956 wurde bei einer Teufe von 755 Metern die 5. Sohle angesetzt. Im Jahr 1959 wurde der Schacht endgültig von der Zeche Osterfeld übernommen. 1971 wurde der Schacht umbenannt in Osterfeld 7. 1989 ging der Schacht in das Bergwerk Lohberg-Osterfeld ein. Später wurde der Schacht aufgegeben und im Oktober des Jahres 1993 verfüllt.

## Förderung und Belegschaft
Die ersten Belegschaftszahlen des Bergwerks stammen aus dem Jahr 1895, in diesem Jahr waren sieben Bergleute auf dem Bergwerk beschäftigt. Im Jahr 1900 waren 47 Bergleute auf dem Bergwerk angelegt. Die ersten Förderzahlen stammen aus dem Jahr 1905, in diesem Jahr wurden 35.563 Tonnen Steinkohle gefördert. Die Beschäftigtenzahl lag in diesem Jahr bei 131 Mitarbeitern. Im Jahr 1910 waren 1164 Beschäftigte auf dem Bergwerk, es wurden 314.629 Tonnen Steinkohle gefördert. Im Jahr 1913 wurden von 1205 Bergleuten rund 402.000 Tonnen Steinkohle gefördert. Im Jahr 1915 betrug die Förderung 312.706 Tonnen Steinkohle, die Belegschaftszahl lag bei 1418 Mitarbeitern. Im Jahr 1920 wurden 311.121 Tonnen Steinkohle gefördert, die Belegschaftsstärke lag bei 1543 Beschäftigten. Im Jahr 1925 waren auf dem Bergwerk 1452 Beschäftigte, die Förderung lag bei 392.066 Tonnen Steinkohle. Im Jahr 1929 wurde die maximale Förderung des Bergwerks erbracht. In diesem Jahr wurden 495.615 Tonnen Steinkohle gefördert. Die Belegschaftsstärke lag bei 1296 Beschäftigten. Die letzten bekannten Förder- und Belegschaftszahlen des Bergwerks stammen aus dem Jahr 1930, es wurden mit 1075 Bergleuten 375.792 Tonnen Steinkohle gefördert.

## Heutiger Zustand
Das Betriebsgelände der Zeche Hugo Haniel wurde im Laufe der Jahre vollständig geräumt und als Gewerbegebiet ausgewiesen.